# Rydssjön, Småland
Rydssjön är en sjö i Vaggeryds kommun i Småland och ingår i Lagans huvudavrinningsområde. Sjön är 5,5 meter djup, har en yta på 0,122 kvadratkilometer och befinner sig 172 meter över havet. Vid provfiske har bland annat abborre, braxen, gers och gädda fångats i sjön.

## Delavrinningsområde
Rydssjön ingår i det delavrinningsområde (636313-139105) som SMHI kallar för Mynnar i Långasjön. Medelhöjden är 226 meter över havet och ytan är 30,29 kvadratkilometer. Räknas de 2 delavrinningsområdena uppströms in blir den ackumulerade arean 80,52 kvadratkilometer. Västerån som avvattnar avrinningsområdet har biflödesordning 3, vilket innebär att vattnet flödar genom totalt 3 vattendrag innan det når havet efter 207 kilometer. Delavrinningsområdet består mestadels av skog (86 procent). Avrinningsområdet har 0,23 kvadratkilometer vattenytor vilket ger det en sjöprocent på 0,8 procent.

## Fisk
Vid provfiske har följande fisk fångats i sjön:
- Abborre
- Braxen
- Gärs
- Gädda
- Karpfisk obestämd
- Löja
- Mört